# Citizen Sleeper
Citizen Sleeper — компьютерная ролевая игра с элементами interactive fiction, разработанная студией Jump Over the Age и выпущенная компанией Fellow Traveller для macOS, Microsoft Windows, Nintendo Switch, Xbox One и Xbox Series X/S в 2022 году. Игра оформлена в духе научной фантастики; в течение игры персонаж — беглый андроид-«Спящий», находящийся вне закона — пытается выжить на космической станции «Око Эрлина», в обедневшем и переживающем кризис сообществе. Citizen Sleeper получила положительные отзывы критики. В 2025 году была выпущена игра-продолжение — Citizen Sleeper 2.

## Геймплей
Citizen Sleeper сочетает в себе элементы компьютерной ролевой игры и interactive fiction; она отчасти схожа и с визуальными романами. В начале игры можно выбрать для героя один класс из нескольких, отличающихся умениями. Так, класс «Механик» имеет повышенный уровень умения «Инженерия», и проверки этого умения для него проще, чем для других классов. Выполняя на станции задания («побуждения»), игрок может получить очки для повышения умений.
Ход времени на вращающейся станции разделен на «циклы»; персонаж завершает цикл, когда ложится спать, и начинает новый с пробуждением. В начале каждого цикла игрок получает от одной до пяти игральных костей и может потратить их на различные действия. Каждое действие — например, разовая подработка, за которую берётся герой — имеет три возможных исхода: положительный, нейтральный и отрицательный, и конкретный исход определяется случайным образом; чем больше точек на кости, вложенной в действие, тем больше вероятность успеха. У станции есть и цифровая, «облачная» сторона, где игрок может добывать информацию — взламывать защищенные узлы сети и получать данные о группировках; здесь становятся полезными кости с малым числом точек. Охотник — похожий на сторожевого пса искусственный интеллект — охраняет киберпространство и может вмешаться в попытки игрока взломать очередной узел.
В отличие от многих компьютерных ролевых игр, в Citizen Sleeper нет сражений. Здоровье героя постоянно ухудшается — игрок должен следить за шкалами состояния и энергии, определяющей, насколько быстро убывает состояние персонажа: чем оно хуже, тем меньше костей игрок получает с новым циклом и меньше действий может предпринять в этом цикле. Герой должен постоянно работать и добывать деньги, чтобы покупать у нелегального врача «стабилизатор», восстанавливающий шкалу состояния.

## Сюжет
Действие Citizen Sleeper происходит в далеком будущем, где человечество осваивает другие звёздные системы. Главный герой игры — «Спящий», андроид, принадлежащий корпорации «Эссен-Арп»; даже его разум — не более чем оцифрованная копия сознания какого-то другого человека, а искусственное тело страдает от запланированного устаревания и быстро приходит в негодность. В начале игры Спящему удается сбежать на космическую станцию «Око Эрлина» — здесь он пытается выжить и скрыться от посланных корпорацией охотников. Сама станция переживает кризис — построившая ее корпорация обанкротилась, и власть на «Оке» делят несколько группировок — например, Хавенаж, превратившийся из профсоюза портовых рабочих в бюрократический орган власти, или анархическая коммуна Гифа, охотно принимающая в свои ряды всех желающих. В течение игры Спящий сталкивается со множеством разных персонажей, представляющих разные группировки и идеологии. В игре есть несколько концовок, зависящих от выбора игрока — впрочем, игру можно продолжать и после концовки.

## Разработка и выпуск
Citizen Sleeper была создана студией Jump Over The Age, состоящей из одного человека — Гарета Дэмиана Мартина. В разработке, однако, приняли участие и другие люди — изображения персонажей нарисовал Гийом Синглен, музыку написал композитор Амос Родди. Концепция будущей Citizen Sleeper была одной из двух идей, с которых вообще началась деятельность Мартина как разработчика; вторая была реализована в виде игры In Other Waters (2020). Первоначально Citizen Sleeper рассказывала о воре в фэнтезийном городе, который пытается выжить среди бедности и лишений и оказывается впутанным в местные политические интриги. Уже в ходе разработки декорации Citizen Sleeper сменились с фэнтезийных на научно-фантастические, киберпанковские, но суть игры осталась неизменной. На каком-то этапе игра описывалась как посвященная распилке на металлолом пришедших в негодность космических кораблей; в 2020 году, когда вышел описываемый аналогичным образом симулятор Hardspace: Shipbreaker, Мартин решил отойти от этой темы.
При создании игры разработчик не столько стремился воспроизвести типичные штампы киберпанка в духе книг Уильяма Гибсона, сколько создать душевную игру о сближении людей, и вкладывал в неё собственный опыт — Мартину, небинарной персоне, приходилось жить разовыми подработками в большом городе, часто не имея денег на оплату жилья. Типичное для научной фантастики и киберпанка изображение корпораций будущего как безжалостных, но крайне эффективных казалось Мартину неправильным — по его мнению, реальный капитализм действительно безжалостен, но плохо организован, социопатичен и совсем не эффективен.
В научно-фантастических играх — например, серии Mass Effect, Мартина привлекали второстепенные персонажи: в то время как сюжет подобных игр уводил главных героев прочь, навстречу каким-то грандиозным приключениям, Мартину хотелось «остаться с этими людьми, живущими обычной жизнью в необычных условиях». Игра Diaries of a Spaceport Janitor стала для Мартина примером именно такой истории, которую и сам разработчик хотел бы создать — показывающей повседневную жизнь в научно-фантастическом мире. Среди иных произведений, повлиявших на разработку игры и ставших для неё источниками вдохновения, Мартин называл аниме Cowboy Bebop, тоже раскрывающее характерные темы «разовых подработок, одиночества и скуки» в научно-фантастическом мире, а также нехудожественную книгу — «Гриб на краю света» Анны Лёвенхаупт Цзин: именно она описывает современное общество — отраженное в игре в фантастическом антураже — как «руины», то, что, что остается после того, как капитализм прошёл и двинулся дальше.
Игра была выпущена сразу на нескольких платформах: через Xbox Game Pass на платформах Xbox Series X/S и Xbox One, на ПК в нескольких цифровых магазинах — Steam, GOG, Epic Games Store и Humble Bundle, а также на Nintendo Switch.

## Дополнения
В июне 2022 года разработчик объявил о планах выпустить во второй половине года и начале следующего три загружаемых дополнения к игре. Эти дополнения расширяют сюжет игры и добавляют в неё новых персонажей и взаимодействия. Каждое из этих дополнений рассчитано на час игры. Flux, первое из этих дополнений, было выпущено 28 июля 2022 года. Оно посвящено прибытию на «Око Эрлина» флотилии судов с беженцами, бегущих от некоей катастрофы; Хавенаж не пускает их на станцию, установив карантинную блокаду. Новые персонажи Эш и Пик хотят помочь беженцам, устроив прорыв через блокаду, и предлагают герою присоединиться к ним в этом. Второе дополнение, Refuge, выпущенное 27 октября 2022 года, знакомит героя уже с самими беженцами, включая Сола, капитана корабля «Семя-Пилигрим», и раскрывает историю катастрофы в системе Гелион.

## Отзывы
| Сводный рейтинг       | Сводный рейтинг                           |
| Агрегатор             | Оценка                                    |
| --------------------- | ----------------------------------------- |
| Metacritic            | 82/100 (PC) 83/100 (Switch) 85/100 (XSXS) |
| Иноязычные издания    |                                           |
| Издание               | Оценка                                    |
| Destructoid           | 9/10                                      |
| Eurogamer             | «Рекомендовано»                           |
| Game Informer         | 9/10                                      |
| Nintendo Life         | [ 22 ]                                    |
| Nintendo World Report | 8,5/10                                    |
| PC Gamer (US)         | 80/100                                    |
| RPGamer               | 3,5/5                                     |
| TouchArcade           | 4,5/5                                     |
| The Guardian          | [ 5 ]                                     |
| Русскоязычные издания |                                           |
| Издание               | Оценка                                    |
| StopGame.ru           | [ 3 ]                                     |

По данным агрегатора обзоров Metacritic, Citizen Sleeper получила «преимущественно положительные» отзывы обозревателей. Сайт Polygon включил Citizen Sleeper в свой список лучших игр 2022 года, поставив её на второе место после Elden Ring.
Обозреватель PC Gamer Джоди Макгрегор замечала, что Citizen Sleeper успешно погружает игрока в обыденную жизнь, подчиняющуюся заведённому порядку: «сон, еда, работа, подкармливание бродячего кота». Она также высоко оценила качество текстов в игре, хотя и подпорченных кое-где пунктуационными ошибками — на фоне рутины нечастые, но глубокие поэтические описания киберпространства или окружающей станцию космической бездны кажутся особенно глубокими. Рецензент Eurogamer Крис Тэпселл описывал игру как «нежную и умную»; по его словам, настоящая магия Citizen Sleeper заключается в «безграничной теплоте» её персонажей: эти герои — докеры, бармены, повара, гангстеры, ботаники, искусственные разумы — ощущаются живыми. Льюис Пэквуд в обзоре для The Guardian охарактеризовал Citizen как «выразительный симулятор выживания в киберпанке», отмечая, правда, небольшую продолжительность игры: её можно пройти за день-два. Алексей Лихачев в обзоре для Stopgame.ru назвал Citizen Sleeper «одной из лучших историй года», мастерски написанной, заставляющей сопереживать героям и «с упоением познавать детали об интересной вселенной». Он, впрочем, счел прокачку и систему классов неуместными и ни на что не влияющими.

## Награды и номинации
| Год  | Награда         | Категория                     | Результат | Источник |
| ---- | --------------- | ----------------------------- | --------- | -------- |
| 2022 | The Game Awards | Наибольшее социальное влияние | Номинация | [ 28 ]   |